# Katherine Richardson
Katherine Richardson (født 11. maj 1954 i Chicago, USA) er professor i biologisk oceanografi , nuværende leder af Sustainability Science Centre, forsker på Center for Macroecology, Evolution and Climate og leder for Dronning Margrethes og Vigdís Finnbogadóttirs tværfaglige forskningscenter for hav, klima og samfund (ROCS) på Københavns Universitet. Endvidere var Katherine vice dekan for Science Fakultetet på universitetet fra 2007 til 2012.
Hendes forskning fokuserer på betydningen af biologiske processer i havet for optagelsen af CO2 fra atmosfæren, og hvordan havets biologi, herunder diversitet, bidrager til havets funktion i Jordsystemet. Katherine er også en kerneudvikler af Planetary Boundaries-rammen, der forsøger at identificere et sikkert driftsrum for menneskeheden i dets indvirkning på globale ressourcer.
Hun var en af hovedarrangørerne bag den videnskabelige konference Climate Change: Global Risks, Challenges and Decisions  som søgte at informere FN's klimakonference 2010.

## Liv og Karriere
Richardson har en bachelorgrad fra Harvard University i USA (1976), en ph.d. fra University of Wales. og en D.Sc. fra Københavns Universitet.
Hun var formand for den danske regerings klimakommissionen, der i 2010 rapporterede og præsenterede et forslag til, hvordan Danmark kunne blive fossilfrit inden 2050.
Hun er på nuværende tidspunkt medlem af det Danske Klimaråd, der blev udnævnt af regeringen i 2019 samt den danske regerings Biodiversitetspartnerskab. Hun var medlem af den 15-personers uafhængige gruppe af videnskabsfolk udpeget af Ban Ki Moon til at udarbejde 2019 FN's Global Sustainable Development Report. Hun er redaktør på tidsskriftet Marine Ecology Progress Series Marine Ecology Progress Series, og har udgivet en lang række videnskabelige artikler indenfor phytoplankton økologi og biologisk oceanografi. Yderligere er hun med i redaktionen for Global Sustainability. Hun har blandt andet skrevet bøgerne Our Threatened Oceans med Stefan Rahmstorf og bogen Climate Change: Global Risks, Challenges and Decisions (2014) med Will Steffen, Diana Liverman og en række andre forskere.
Hun har gennem tiden været og er stadig medlem af eller formand for både nationale og internationale komiteer og organisationer, der beskæftiger sig med videnskab, politik og bæredygtighed. I øjeblikket er hun blandt andet medforperson for Northern European Sustainable Development Solutions Network (SDSN) samt bestyrelsesmedlem i Europa Kommissionens ekspertgruppe vedrørende forskning og innovations indvirkning på økonomi og samfund (ESIR). Derudover optræder Richardson ofte som foredragsholder og i tv og radio som ekspert indenfor klimaforandringer og bæredygtighed.

## Udmærkelser
- Marshall Fellowship, 1976[11]
- Frøken Marie Lønggaards Rejselegat for kvinder, 2004[11]
- Ridderkorset af Dannebrogordenen, 2011[6]
- Ellen og Hans Hermers Legat, 2015
- Galatheamedalje, 2016[6]
- Ebbe Muncks Hæderspris, 2019
- Ridder af Dannebrogordenen af 1. grad, 2021
- Æresdoktorgrad fra Universitetet i Tromsø, 2022